# منطقة الخنازير الشفافة

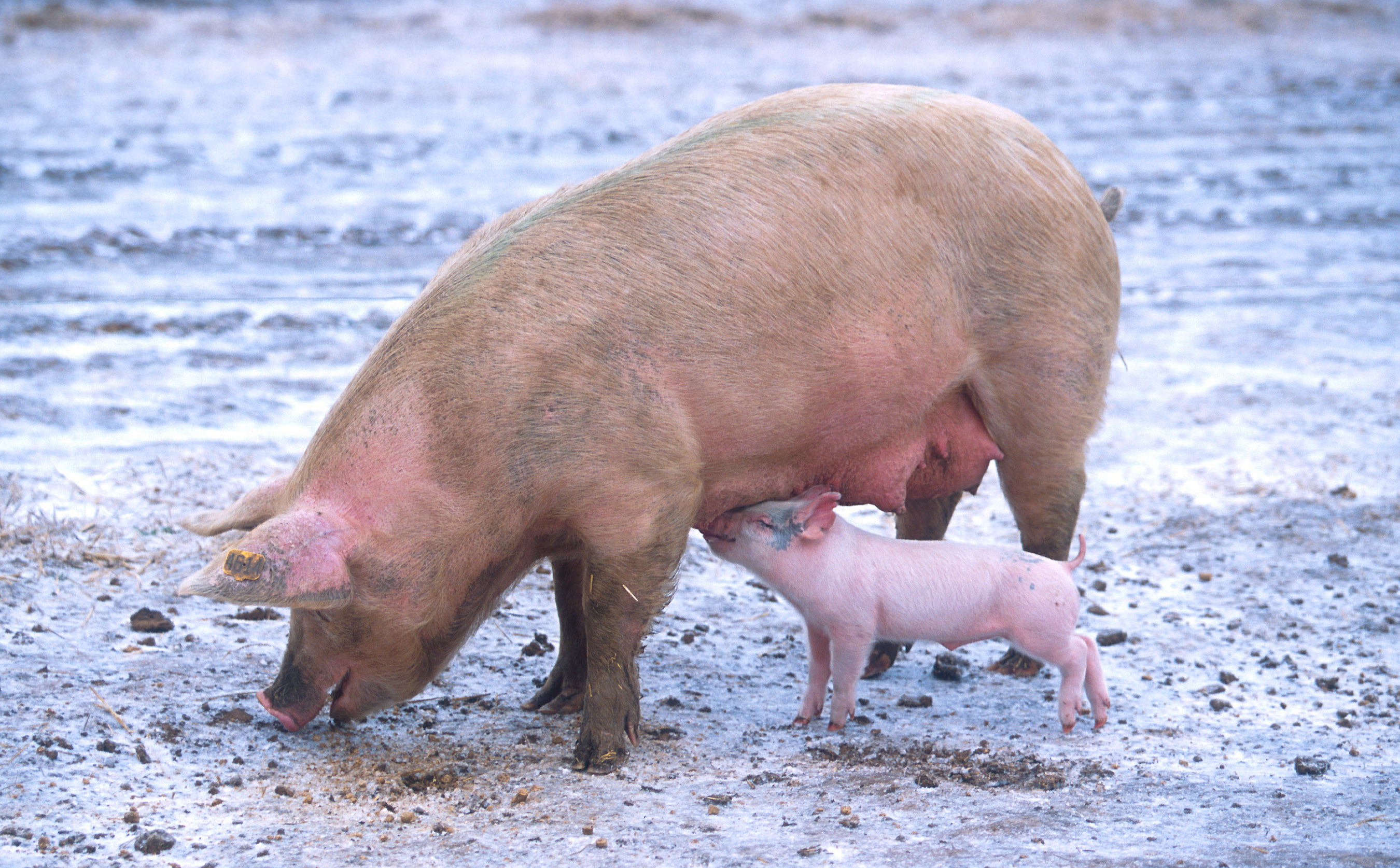
خنزير

منطقة الخنازير الشفافة (بالإنجليزية: Porcine zona pellucida)‏ هي شكل من أشكال المنطقة الشفافة المستخرجة من مبيض الخنازير، وغالبًا ما يشار إليها بالأحرف الأولى PZP. وتعد مصدرًا شائعًا لمستضدات الحمل المناعي.
المنطقة الشفافة عبارة عن غشاء سميك يحيط بالبيض غير المخصب للثدييات. من أجل إخصاب البويضة، يجب أن تلتصق الحيوانات المنوية أولاً ثم تخترق المنطقة الشفافة. عندما يتم حقن المنطقة الشفافة الخنازير (الخنزير) في الثدييات الأخرى، يتم إنتاج الأجسام المضادة التي تلتصق بالمنطقة الشفافة لهذا الحيوان، مما يمنع الحيوانات المنوية من الالتصاق بالبويضة، وبالتالي تمنع الإخصاب.
تستخدم منطقة الخنازير الشفافة في منع الحمل للحياة البرية منذ أواخر الثمانينيات. تشمل الحيوانات التي تم استخدامم منطقة الخنازير الشفافة (PZP) معها في هذا السياق الأفيال والخيول البرية والوحشية، الأيائل والغزلان ذوات الذيل الأبيض. يمكن إعطاؤه للحيوانات المأسورة عن طريق حقنة قياسية أو إعطاؤه للحيوانات البرية بمسدس السهام. يستمر تأثير موانع الحمل لمدة عام تقريبًا في الخيول، ويمكن تمديده عن طريق تضمين مكون منطقة الخنازير الشفافة (PZP) الخاضع للرقابة.